# Magnetické kovové sklo
Magnetická kovová skla jsou amorfní magnetické materiály neboli nekrystalická feromagnetika.  Mimo magnetismu se vyznačují i výhodnými mechanickými vlastnostmi: jsou pevná, odolná proti mechanickým vlivům a snadno se zpracovávají. Aby kovová skla neoxidovala, přidává se do nich příměs křemíku a boru. Používají se do výkonových transformátorů do 500 kVA o frekvenčním rozsahu 1–100 kHz. Jejich výhodou jsou oproti kovovým feromagnetikům nižší ztráty vířivými proudy.